# جامعة جيمس كوك
جامعة جيمس كوك هي جامعة عامة في أستراليا تأسست عام 1961. تقع في مدينة تاونسفيل.

## وصلات خارجية
- الموقع الرسمي